# Rida Chahid
Mohamed Rida Chahid (Purmerend, Países Bajos, 3 de diciembre de 2004) es un futbolista marroquí que juega de defensa en el Jong Ajax de la Eerste Divisie.

## Primeros años
Procedente de Purmerend, se incorporó a la cantera del Ajax de Ámsterdam en 2014.

## Trayectoria
Jugó en el Ajax en la Liga Juvenil de la UEFA. Debutó en el fútbol profesional contra el Heracles Almelo el 19 de mayo de 2023 en la Eerste Divisie. Firmó un nuevo contrato profesional con el Ajax en agosto de 2023. Ese mes, el 25 de agosto de 2023, marcó su primer gol en la Eerste Divisie, a domicilio contra el S. C. Cambuur.

## Selección nacional
Fue convocado para la selección sub-20 de Marruecos en 2021 antes de la Copa Árabe Sub-20 2021.

## Estadísticas

### Clubes
Actualizado al último partido disputado el 25 de octubre de 2024.
| Club                     | Div.          | Temporada     | Liga  | Liga  | Copas nacionales | Copas nacionales | Copas internacionales | Copas internacionales | Total | Total |
| Club                     | Div.          | Temporada     | Part. | Goles | Part.            | Goles            | Part.                 | Goles                 | Part. | Goles |
| ------------------------ | ------------- | ------------- | ----- | ----- | ---------------- | ---------------- | --------------------- | --------------------- | ----- | ----- |
| Jong Ajax · Países Bajos | 2.ª           | 2022-23       | 1     | 0     | —                | —                | —                     | —                     | 1     | 0     |
| Jong Ajax · Países Bajos | 2.ª           | 2023-24       | 17    | 1     | —                | —                | —                     | —                     | 17    | 1     |
| Jong Ajax · Países Bajos | 2.ª           | 2024-25       | 8     | 0     | —                | —                | —                     | —                     | 8     | 0     |
| Jong Ajax · Países Bajos | Total club    | Total club    | 26    | 1     | 0                | 0                | 0                     | 0                     | 26    | 1     |
| Total carrera            | Total carrera | Total carrera | 26    | 1     | 0                | 0                | 0                     | 0                     | 26    | 1     |